# Raphael Augusto de Souza Campos
Raphael Augusto de Souza Campos (Tietê, 16 de dezembro de 1849 — Tietê, 13 de janeiro de 1913) foi um político brasileiro, fazendeiro, advogado, com base eleitoral no estado de São Paulo. Foi vereador e  prefeito do município de Tietê, sendo eleito deputado estadual para a terceira legislatura, entre os anos de 1895 e 1897, ao obter 30 601 votos, pelo Partido Republicano Paulista.

## Biografia (Cronologia Tieteense)
13 DE JANEIRO DE 1913 Falecimento do Cel. Raphael Augusto de Souza Campos
Falece em Tietê, repentinamente, o ilustre tieteense, Cel. Raphael Augusto de Souza Campos, político que muito fez pela sua terra natal.
NOTICIA BIOGRÁFICA
Tieteense, nascido a 16 de dezembro de 1849, filho de João Batista de Souza e de D. Salomé de Arruda Campos.
Feitos os estudos preliminares em sua terra natal, matriculou-se no célebre Colégio São Luiz, em Itu, e depois, na Faculdade de Direito de São Paulo, abandonando os estudos no 3.° ano.
Casou-se em Tietê, no dia 14 de julho de 1874, com D. Emília de Souza Campos, filha de Joaquim Bento de Souza e de D. Augusta Alves de Campos.
Desde a mocidade revelou gosto para a política, sendo valioso auxiliar do seu pai, chefe de grande prestígio do antigo Partido Conservador, no tempo do Império.
Inúmeros foram os cargos que ocupou, tanto de eleição como de nomeação.
Em 20 de abril de 1875, foi empossado no cargo de 1.° suplente de Delegado de Polícia, primeiro que exercia, e, em setembro de 1880, era eleito vereador para o biênio 1881 a 1882.
Em 8 de abril de 1886 prestava compromisso de 3.° suplente de Juiz Municipal, sendo também, nesse mesmo ano, Inspetor Literário, cabendo-lhe a honra insigne de acompanhar S.M. Imperial D. Pedro II, quando aqui esteve em novembro de 1886, na visita às escolas locais.
Tomou parte saliente na proclamação da República em Tietê, sendo o único orador que, na assembléia popular de 16 de novembro, propôs ao povo a aclamação de um triunvirato para governar o município até que o governo provisório republicano deliberasse em definitivo. Esse triunvirato foi composto por: Dr. Adolpho Botelho de Abreu Sampaio, Joaquim Antônio Corrêa e Cel. Indalécio Ferreira de Camargo.
Na qualidade de suplente de juiz de paz foi convocado em 1890, servindo até as eleições de 1892.
Com a renúncia do Vereador José Corrêa de Arruda, na primeira legislatura republicana, foi eleito e empossado em sua cadeira no dia 8 de agosto de 1893. Em 1894 foi eleito à Câmara dos Deputados Estaduais, na 3.a Legislatura de 1895 a 1897, desempenhando o seu mandato com muito brilhantismo, com uma dedicação exclusiva ao progresso da sua terra natal.
Durante o tempo que serviu como Deputado, o Cel. Raphael Batista desistiu dos seus subsídios em favor dos cofres públicos.
No triênio de 1899 a 1901, exerceu o cargo de juiz de paz, sendo eleito vereador para o triênio seguinte de 1902 a 1904. Não terminou o seu mandato de vereador, pois, espontaneamente deixou de comparecer às sessões da Câmara, que decretou a perda de seu mandato juntamente com o de Donato da Silva Castro.
Em 5 de fevereiro de 1907, foi empossado no cargo de 1.° suplente de Delegado de Polícia e a 4 de junho de 1912, juntamente com Donato da Silva Castro e João Batista de Camargo Barros, tomou assento na Câmara Municipal, nas cadeiras vagas de Joaquim Antônio Corrêa, José Garcia Corrêa e José Rodrigues da Costa que perderam o mandato, conforme resolução da Câmara.
Exerceu o cargo de Prefeito Municipal de 2 de julho a 28 de agosto de 1912.
Prestou relevantíssimos serviços à Santa Casa de Misericórdia, da qual era sócio benemérito e de cuja 2.a diretoria fez parte, como secretário (1900-1901); além de valiosos donativos em dinheiro, doou também o terreno onde se ergue a ala velha de nosso hospital.
Foi um dos fundadores do Partido Republicano Paulista, que surgiu em 1909 e de cujo Diretório fez parte até a sua morte.
Gozava de grande prestígio junto aos próceres da política paulista.
Inúmeras vezes serviu como Promotor Interino da Comarca.
Possuidor de um coração boníssimo, chegou a dizer — e nós testemunhamos — que a sua casa era a "caixa forte" da pobreza. Um operário nos confessou, um dia, que recebia do venerando tieteense uma boa mensalidade para seu sustento. Como este, muitos outros viviam às custas da generosidade do ilustre extinto.
Mesmo no tempo em que modestamente exercia a profissão de advogado provisionado, nunca deixou de socorrer, com a bolsa ou palavra, os infelizes necessitados.
Sua palavra, quer na tribuna parlamentar, quer na tribuna judiciaria ou na Câmara Municipal, sempre se fez ouvir desinteressadamente.
Era um forte. Ninguém o viu, um dia sequer, dar mostra do desânimo. Pelo contrário, poucos o excederam em energia. Dispunha de vasta capacidade administrativa e grande cultura. Todos o estimavam, o veneravam e o respeitavam extraordinariamente.
Faleceu em 13 de janeiro de 1913, às 10h30 horas da manhã, quando se preparava para assistir à sessão ordinária da Câmara Municipal, da qual fazia parte.
O seu desaparecimento causou imensa consternação a todo o povo tieteense, em todo o 4.° distrito, onde era conhecidíssimo pelas qualidades de político.
Na Câmara dos Deputados, por ocasião de sua morte, o Dr. Júlio Prestes, seu grande amigo, pronunciou formoso discurso sobre a sua personalidade e requereu um voto de pesar, aprovado unanimemente.
A memória de Raphael Augusto de Souza Campos é imperecível e jamais poderá ser esquecida pelos tieteenses.

## Voto de Pesar de Júlio Prestes pelo falecimento do Cel. Raphael Augusto de Souza Campos
Em 13 de Janeiro de 1913 ocorreu, em Tietê, o desaparecimento do Cel. Raphael Augusto de Souza Campos, político de sólido prestígio, que ocupara uma cadeira de deputado ao Congresso Estadual.
Em 22 de Julho do mesmo ano, poucos dias após a abertura da Câmara dos Deputados, o que se dera, solenemente, a 14, ocupou a tribuna o Sr. Júlio Prestes que, como representante do 4º distrito, falando sobre o desaparecimento do antigo chefe político tieteense, assim se manifestou:
"Não devo, porém, sentar-me antes de dizer duas palavras sobre outra existência como essa tão preciosa e de cujo serviço que se viu o Estado de São Paulo inesperadamente privado. Ao Cel. Raphael Augusto de Souza Campos, ex-deputado estadual, político militante do distrito que eu aqui represento, deve ser extensiva essa homenagem da Câmara dos Deputados.
Percorrendo um longo caminho na existência, tendo emprestado o seu nome aos grandes melhoramentos de sua terra, faleceu em Tietê, em plena atividade, depois de intensa vida pública, esse valoroso soldado do partido republicano.
Dotado de grandes virtudes cívicas e de entranhado amor ao progresso de sua terra, ele criou, manteve e, dia-a-dia, estreitou um grande círculo de admiradores sinceros. Era um desses tipos de velhos paulistas que a gente vê com agrado e ouve como se ouvisse ao próprio passado, e aos quais atende como se atendesse à voz de uma raça que vai desaparecendo.
Ele era o tipo de probidade e de altivez, de bravura e de bondade. Tomando uma diretriz, nada o detinha. Daí aquele temperamento de lutador até a morte, sem um desfalecimento, sem um momento de capitulação.
A esses dois valorosos servidores do Estado, em sinal de reconhecimento pelos seus serviços e como prova da estima a que fizeram jus, as nossas sinceras homenagens.
Vozes: Muito bem! Muito bem!

Vai à mesa, é lido, posto em discussão e unanimemente aprovado, o seguinte:
REQUERIMENTO
Requeiro que, como preito de homenagens sincera à memória dos ilustres paulistas Dr. Fortunato Martins de Camargo e Cel. Raphael Augusto de Souza Campos, seja inserido na ata de nossos trabalhos um voto de profundo pesar, sendo suspensa a sessão.
Sala das sessões, 21 de julho de 1913. Júlio Prestes'.
O Sr. Presidente - Dando cumprimento ao voto da Câmara dos Deputados, ao qual a mesa sinceramente se associa, levando a sessão, fazendo inserir na ata essa demonstração tão justa e merecida."

Anais de 1913, p. 84.